# Gertrud Isolani
Gertrud Isolani, eigentlich Gertrud Isaacsohn, verheiratete Gertrud Sternberg-Isolani (* 7. Februar 1899 in Dresden; † 19. Januar 1988 in Riehen, Kanton Basel-Stadt), war eine vielgelesene Journalistin und Schriftstellerin in der linksliberalen Presse der Weimarer Republik und den Zeitungen des Exils.

## Leben und Wirken
Gertrud Isolani war die Tochter der Schauspielerin Betty Isolani-Perl und des Journalisten und Theaterkritikers Eugen Isaacsohn, Pseudonym Eugen Isolani. Mit 17 Jahren beendete Gertrud erfolgreich das Realgymnasium und folgte ihrem Vater in der Berufswahl. Sie begann u. a. für das Berliner Tageblatt im Verlag Mosse, für Die Woche im Verlag Scherl und für die Berliner Illustrirte Zeitung im Verlag Ullstein zu schreiben. Anfangs waren es feuillontistische Essays, später dann auch Theaterkritiken und Buchrezensionen.
1918 konnte Isolani mit einer Studie über den Schriftsteller Christian Morgenstern auch als Schriftstellerin debütieren. Ihre ersten Arbeiten signierte sie noch mit „Ger Trud“; später übernahm sie von ihrem Vater das Pseudonym, der es sich wegen des immer stärker werdenden Antisemitismus gewählt hatte. In Berlin heiratete sie den Fabrikanten Berthold Sternberg.  Das Paar hatte eine Tochter namens Ursula, der befreundete Autoren wie Arthur Silbergleit humorvolle Briefe schrieben.
Isolani gehörte zum Vorstand des „Bunds deutscher Übersetzer“, der von 1928 bis 1933 existierte, neben Erwin Magnus als Vorsitzendem gehörten Ida Jacob-Anders (1871–?), Käthe Miethe, Friedrich von Oppeln-Bronikowski, Lothar Schmidt (eigentlich Lothar Goldschmidt 1862–1931) und Paul Wiegler zum Vorstand.
Von der rechten Presse schon vor 1933 als „Asphaltliteratin“ beschimpft, kam sie nach der Machtübergabe 1933 an die Nationalsozialisten einem Schreibverbot zuvor und emigrierte zusammen mit ihrer Familie nach Paris. Dort schrieb Isolani für die deutschsprachige Exilzeitung Pariser Tageblatt und nach deren Einstellung, durch Putsch der Redaktion erzwungen, ab 1936 für das deutschsprachige Exilblatt Pariser Tageszeitung und für französische Zeitungen. Zudem war sie Korrespondentin einiger Schweizer Zeitungen. Sie verfasste sowohl journalistische Arbeiten als auch Novellen und Erzählungen. Ferner übersetzte sie viele Artikel französischer Autoren ins Deutsche.
Auf Anordnung der französischen Regierung wurde Isolani mit ihrer Tochter und vielen anderen 1940 als feindliche Ausländer im Pariser Vélodrome d’Hiver eingesperrt. Von dort kam sie ins Internierungslager Camp de Gurs, aus dem sie entwich. Sie hielt sich dann illegal im unbesetzten Vichy-Frankreich auf. Im November 1942 gelang ihr nach mehrmaligen Anläufen der Übertritt in die Schweiz, wo sie erneut für über ein Jahr in einem Lager interniert wurde. Die Erlebnisse ihrer Lager-Aufenthalte wurden zur Basis ihres autobiographischen Romans „Stadt ohne Männer“, der Ende 1945 erschien.
1944 ließ sie sich in Binningen nieder. Nach dem Zweiten Weltkrieg arbeitete Isolani wieder als Journalistin und konnte auch noch einige literarische Werke veröffentlichen. Jedoch war es ihr nicht vergönnt, an frühere Erfolge anzuknüpfen. Ihre letzten Lebensjahre verbrachte sie im jüdischen Altenheim „La Charmille“ in Riehen.
Gertrud Isolani starb im Januar 1988 im Alter von 88 Jahren.

## Werke (Auswahl)
- Briefe, Gespräche, Begegnungen – Teil 1 der Memoiren: Berlin, Frankreich, Schweiz. Leinenausgabe, Böhlau, Köln 1985, ISBN 3-412-01683-3. – Von zwei geplanten Bänden ist nur dieser eine erschienen. Dieser Band ist  mit dem Titel Kein Blatt vor den Mund: Briefe, Gespräche, Begegnungen – Teil 1 der Memoiren: Berlin, Frankreich, Schweiz. Wieder: Basileia-Verlag, Basel 1985
- Der Donor. Roman; das Problem der künstlichen Befruchtung. J. G. Bläschke, Darmstadt 1969 (Nachdruck der Ausgabe Biel 1949).
- Golda Meir. Israels Mutter Courage. 2. Aufl. Verlag Peter, Rothenburg ob der Tauber 1970.
- Der Jünger des Rabbi Jochanan. Erzählungen. Vorwort Max Brod. Starczewski, München 1967.
- Die letzte Havanna. Kriminalroman (= Die grünen Kriminal. 11) Fraumünster, Zürich 1944.
- Maîtressen. Erzählung. Hegereiter, Rothenburg ob der Tauber 1962.
- Malererbe. Studie zum Lebenswerk Christian Morgensterns. Pfeil Verlag, Berlin 1919.
- Nacht aller Nächte. Roman des Erzvaters Abraham. Herbert Reich Verlag, Hamburg 1957.
- Schwiegermütter, Schwiegermütter. Eine psychologische, kulturhistorische, soziologische und humoristische Studie. Gissler, Basel 1975.
- Stadt ohne Männer. Roman. Falken Verlag, Zürich 1945. Mehrfache Neuaufl., zuletzt Basler Zeitung, Basel 1979 ISBN 3-85815-052-5. Übers. in 7 Sprachen. Literarische Verarbeitung ihrer Erlebnisse im Frauencamp Gurs in Südfrankreich.